# Ле-Нуйе
Ле-Нуйе́ (фр. Les Nouillers) — коммуна во Франции, находится в регионе Пуату — Шаранта. Департамент коммуны — Шаранта Приморская. Входит в состав кантона Сен-Савиньен. Округ коммуны — Сен-Жан-д’Анжели.
Код INSEE коммуны — 17266.

## Население
Население коммуны на 2010 год составляло 636 человек.
| 1962 | 1968 | 1975 | 1982 | 1990 | 1999 | 2010 |
| ---- | ---- | ---- | ---- | ---- | ---- | ---- |
| 642  | 593  | 534  | 618  | 607  | 611  | 636  |